# Golpe de Sol
Golpe de Sol (Sunburn em inglês) é um filme português de drama, realizado e escrito por Vicente Alves do Ó, e produzido por Pandora da Cunha Telles e Pablo Iraola, pela Ukbar Filmes, a produtora responsável pela série da RTP, A Espia, o filme, Soldado Milhões, a co-produção do filme, The Man Who Killed Don Quixote, e o filme a estrear em 2020, Amadeo entre outros projectos. O elenco é composto por Ricardo Barbosa, Oceana Basílio, Nuno Pardal e Ricardo Pereira.
O filme segue a história de quatro amigos que passam um fim-de-semana numa casa isolada no litoral alentejano, e cuja paz e descanso são interrompidos quando um elemento do passado colectivo do grupo regressa.
O filme estreou a 29 de Setembro de 2018 no Tallinn Black Nights Film Festival, na Estónia, antes de se ter estreado no circuito nacional no Queer Lisboa 2019. Tem estreia comercial marcada para 5 de Agosto de 2020.

## Sinopse
Quatro amigos de longa data — Francisco (Nuno Pardal), Joana (Oceana Basílio), Simão (Ricardo Barbosa) e Vasco (Ricardo Pereira) — passam um fim-de-semana abrasador na casa de campo estilosa de Francisco, em plena costa alentejana. Os banhos de sol e o ócio de verão são interrompidos subitamente pelo telefonema de David (Carlos Oliveira), um antigo amante comum que deixou uma marca profunda em cada um deles: dez anos depois, está de volta. De repente, a tranquilidade acaba e a tensão vem ao de cima, motivada pelos segredos, verdades escondidas e questões que ficaram sem resposta durante todos esses anos.
Tudo o que têm de fazer é esperar. Mas, à medida que a tensão aumenta, a questão na mente de cada um é: o que acontecerá quando David finalmente chegar?

## Elenco
- Ricardo Pereira como Vasco
- Oceana Basílio como Joana
- Nuno Pardal como Francisco
- Ricardo Barbosa como Simão
- Rafael Gomes como Paulo
- Carlos Oliveira como David (V.O.)